# 元象
元象（538年正月—539年十一月）是東魏孝靜帝元善見的第二個年号，由大丞相高歡總理朝政。歷時近2年。
在538年正月，发现了巨大的象，因而改元元象。

## 纪年
| 元象 | 元年  | 二年  |
| ---- | ----- | ----- |
| 公元 | 538年 | 539年 |
| 干支 | 戊午  | 己未  |

## 參看
- 中国年号索引
- 同期存在的其他政权年号
  - 大同（535年正月—546年四月）：南朝梁政權梁武帝萧衍的年号
  - 大統（535年正月—551年十二月）：西魏政权西魏文帝元宝炬年号
  - 章和：高昌政权麴坚年号
  - 建元（536年—551年）：新羅真興王的年号